# L'Indomptée
L'Indomptée je francouzské filmové drama, které natočila režisérka Caroline Deruas podle scénáře, na němž spolupracovala s Maud Ameline. Režisérka v minulosti natočila několik krátkých filmů, tento je jejím prvním celovečerním. Světovou premiéru měl 7. srpna 2016 na Mezinárodním filmovémfestivalu v Locarnu a do francouzských kin byl uveden 15. února 2017. Hlavní roli v něm ztvárnila Clotilde Hesme a v dalších rolích se představili například Tchéky Karyo, Renato Carpentieri, Jenna Thiam či dcera režisérčina manžela Philippa Garrela Esther. Originální hudbu k filmu složil Nicola Piovani.